# Azaila (ort)
Azaila är en ort i Spanien.   Den ligger i provinsen Provincia de Zaragoza och regionen Aragonien, i den östra delen av landet, 280 km öster om huvudstaden Madrid. Azaila ligger 273 meter över havet och antalet invånare är 170.
Terrängen runt Azaila är huvudsakligen platt, men österut är den kuperad. Runt Azaila är det glesbefolkat, med 15 invånare per kvadratkilometer. Närmaste större samhälle är Albalate del Arzobispo, 18,9 km söder om Azaila. Trakten runt Azaila består till största delen av jordbruksmark.